# ليز كيلي
إليزابيث كيلي -حاصلة على رتبة الإمبراطورية البريطانية- (من مواليد عام 1951) هي أستاذة ومديرة وحدة دراسات إساءة معاملة الطفل والمرأة (CWASU)، بجامعة لندن متروبوليتان، والرئيس السابق للهيئة الوطنية للمرأة، التي لم تعد موجودة الآن،  والرئيس المشارك، إلى جانب ماراي لاراسي، لتحالف إنهاء العنف ضد المرأة. 

## السيرة المهنية
كتبت كيلي العديد من المقالات المتعلقة بالعنف ضد النساء والأطفال، وكانت محررة ضيف في مجلة Child Abuse Review. 
وقالت مراجعتها عن سبب ذهاب عدد كبير من المغتصبين المزعومين وغير المدانين، التي أجرتها نيابةً عن إدارة تفتيش النيابة، «أنه في كل مرحلة من مراحل العملية القانونية، تلعب القوالب النمطية والأفكار المسبقة دورًا في صنع القرار».
في كتابها «جنس القانون المخفي»، تجادل كيلي قائلة «لا يوجد تمييز واضح بين الجنس بالتراضي والاغتصاب، بل هو استمرارية الضغط والتهديد والإكراه والقوة». وتدعي أن جميع النساء يعانين من العنف الجنسي في بعض النقاط في حياتهن. 
يعرّف منشور كيلي بعنوان «البقاء على قيد الحياة للعنف الجنسي» العنف الجنسي بأنه يتضمن «أي فعل جسدي أو بصري أو لفظي أو جنسي تعرضه المرأة أو الفتاة، في ذلك الوقت أو في وقت لاحق، كتهديد أو غزو أو اعتداء، له تأثير تؤذيها أو تهينها و / أو تزيل قدرتها على السيطرة». وقد انتقدت ويندي ماكليروي مثل هذا التعريف ووصفته بأنه «ذاتي مشؤوم» مشيراً إلى أن «الندم ليس معياراً للموافقة».
حصلت كيلي على رتبة الإمبراطورية البريطانية في تكريم العام الجديد للعام 2000 عن خدمات مكافحة العنف ضد النساء والأطفال.

## روابط خارجية
- ليز كيلي، جامعة لندن ميتروبولن